# Epidesma sixola
Epidesma sixola är en fjärilsart som beskrevs av William Schaus 1910. Epidesma sixola ingår i släktet Epidesma och familjen björnspinnare. Inga underarter finns listade i Catalogue of Life.